# العلي (أسماء الله الحسنى)
العلي اسم من أسماء الله الحسنى، معناه المتعالى عن النقص والعجز أو المتعالي عن الصفات التي لا تليق به والعلي الفعيل من قولك: علا يعلو علواً إذا ارتفع فهو عال وعلي، والعلي: ذو العلو والارتفاع على خلقه بقدرته.

## في القرآن الكريم
ورد في القرآن الكريم مقروناً باسم العظيم مرتين :
1. في ختام آية الكرسي {وَهُوَ الْعَلِيُّ الْعَظِيمُ}[4]
2. ﴿لَهُ مَا فِي السَّمَاوَاتِ وَمَا فِي الْأَرْضِ وَهُوَ الْعَلِيُّ الْعَظِيمُ ۝٤﴾[5]

واقترن باسم الكبير أربعة مرات منها قوله تعالى:
﴿ذَلِكَ بِأَنَّ اللَّهَ هُوَ الْحَقُّ وَأَنَّ مَا يَدْعُونَ مِنْ دُونِهِ الْبَاطِلُ وَأَنَّ اللَّهَ هُوَ الْعَلِيُّ الْكَبِيرُ ۝٣٠﴾

## في السنة النبوية
- عن عبادة  أنه من دعاء النبي ﷺ في قيام الليل:«لا إِلهَ إِلا اللهُ وحدَهُ لا شَريكَ لَهُ، لَهُ المُلْكُ، ولَهُ الحَمدُ، وهو على كلِّ شيءٍ قَدِيرٌ، سبحان الله، والحمد لله، ولا إله إلا الله، والله أَكبر، ولا حَولَ ولا قُوة إلا باللهِ العلي العظيم[7]»
- عن عبد الله بن عباس أن رسول الله ﷺ كان يقول عند الكرب :| العلي (أسماء الله الحسنى) | لا إِلَهَ إِلا اللهُ العليُّ العظيمُ، لا إِلهَ إِلا اللهُ الحليمُ الكريمُ، لا إِلهَ إِلا اللهُ ربُّ العرشِ العظيم، لا إله إلا الله رب السماوات السبع ورب العرش العظيم . | العلي (أسماء الله الحسنى) |

## الفرق بين العلي والأعلى والمتعال
- العلي: تعطي صفة العلو بكل المعاني.
- أما الأعلى: ففيه معنى المفاضلة، بمعنى أن له العلو ولا أحد يعلوه، هو الأعلى من كل أحد ومن كل شيء.
- المُتَعال هو القاهر لخلقه بقدرته التامة. وأغلب المفسرين جعلوا هذا الاسم دالًا على علو القهر وهو أحد معاني العلوّ، أي أن المُتعال هو المُستعلي على كل شيء بقدرته.[9]

## أقوال العلماء في اسم الله العلي
- قال الخطابي: «العلي: هو العالي القاهر، فعيل بمعنى فاعل، كالقدير والقادر والعليم والعالم، وقد يكون ذلك من العلو الذي هو مصدر علا، يعلو، فهو عال، كقوله: «الرَّحْمَنُ عَلَى الْعَرْشِ اسْتَوَى» [10]، ويكون ذلك من علاء المجد والشرف، يقال منه: علي يعلى علاء، ويكون الذي علا وجل أن تلحقه صفات الخلق أو تكيفه أوهامهم.[11]»
- قال البغوي في قوله تعالى: «وَأَنَّ اللَّهَ هُوَ الْعَلِيُّ»:[12] «العالي على كل شيء[13]»
- قال ابن كثير: «فكل شيء تحت قهره وسلطانه وعظمته، لا إله إلا هو، ولا رب سواه؛ لأنه العظيم الذي لا أعظم منه، العلي الذي لا أعلى منه، الكبير الذي لا أكبر منه، تعالى وتقدس وتنزه عز وجل عما يقول الظالمون المعتدون علواً كبيراً[14]»
- يقول ابن جرير : «وأما تأويل قوله: (وهو العلي) فإنه يعني: والله العلي، والعلي الفعيل من قولك: علا يعلو علواً إذا ارتفع فهو عال وعلي، والعلي: ذو العلو والارتفاع على خلقه بقدرته[3]»
- قال السعدي: ««العلي الأعلى»: وهو الذي له العلو المطلق من جميع الوجوه: علو الذات، وعلو القدر والصفات، وعلو القهر، فهو الذي على العرش استوى، وعلى الملك احتوى، وبجميع صفات العظمة والكبرياء والجلال والجمال وغاية الكمال اتصف، وإليه فيها المنتهى.[15] »
- قال أحمد بن عجيبة في تفسير البحر المديد في معنى اسم الله العلي: «أي المتعالي عن مدارك العقول، وعن سمات الحدوث، أو المرتفع على كل شيء بقهريته، أو المتعالي عن الأنداد والأشباه.»[16]
- قال محمد أبو زهرة في تفسير زهرة التفاسير: «فالله سبحانه هو العلي: علا بصفاته وذاته عن مشابهة المخلوقات، وعلا أيضا على خلقه بمعنى سيطر عليهم.»[17]
- ويقول ابن القيم في النونية:

وقال:
وأما عن عقيدة الأشاعرة :
- قال فخر الدين الرازي موضحًا عقيدة الأشاعرة: «لا يجوز أن يكون المراد بكونه علياً العلو في الجهة والمكان لما ثبتت الدلالة على فساده، ولا يجوز أن يكون المراد من العظيم العظمة بالجثة وكبر الجسم، لأن ذلك يقتضي كونه مؤلفاً من الأجزاء والأبعاض، وذلك ضد قوله {الله أحد} [الإخلاص: 1] فوجب أن يكون المراد من العلي المتعالي عن مشابهة الممكنات ومناسبة المحدثات.»[18]
- قال الماوردي في تفسير النكت والعيون: «في العلي تأويلان: أحدهما: العلي بالاقتدار ونفوذ السلطان. والثاني: العلي عن الأشباه والأمثال. وفي الفرق بين العلي والعالي، وجهان محتملان: أحدهما: أن العالي هو الموجود في محل العلو، والعلي هو مستحق العلو. والثاني: أن العالي هو الذي يجوز أن يُشَارَكَ في علوه، والعلي هو الذي لا يجوز أن يُشَارَكَ في علوه، فعلى هذا الوجه، يجوز أن نصف الله بالعليّ، ولا يجوز أن نصفه بالعالي، وعلى الوجه الأول يجوز أن نصفه بهما جميعاً.»[19]
- قال ابن عطية في تفسير المحرر الوجيز: «يراد به علو القدر والمنزلة لا علو المكان، لأن الله منزه عن التحيز، وحكى الطبري عن قوم أنهم قالوا: هو العلي عن خلقه بارتفاع مكانه عن أماكن خلقه. قال القاضي أبو محمد عبد الحق رضي الله عنه: وهذا قول جهلة مجسمين، وكان الوجه أن لا يحكى.»[20]

## أنواع العلو
1. علو الذات، [21] فالله تبارك وتعالى مستو على عرشه، وعرشه فوق مخلوقاته، كما قال تعالى: ﴿الرَّحْمَنُ عَلَى الْعَرْشِ اسْتَوَى ۝٥﴾ [طه:5].[10]
2. علو القهر والغلب، قال تبارك وتعالى: «وَهُوَ الْقَاهِرُ فَوْقَ عِبَادِهِ».[22]
3. علو المكانة والقدر، فله المثل الأعلى كما في قوله تعالى: «وَلِلّهِ الْمَثَلُ الأَعْلَىَ» [23]، وقوله:﴿وَهُوَ الَّذِي يَبْدَأُ الْخَلْقَ ثُمَّ يُعِيدُهُ وَهُوَ أَهْوَنُ عَلَيْهِ وَلَهُ الْمَثَلُ الْأَعْلَى فِي السَّمَاوَاتِ وَالْأَرْضِ وَهُوَ الْعَزِيزُ الْحَكِيمُ ۝٢٧﴾[24] حيث أنه له الصفات العليا التي لا يستحقها غيره، فالله هو الإله الواحد الأحد، وهو متعال عن الشريك والمثيل والند والنظير:﴿قُلْ هُوَ اللَّهُ أَحَدٌ ۝١ اللَّهُ الصَّمَدُ ۝٢ لَمْ يَلِدْ وَلَمْ يُولَدْ ۝٣ وَلَمْ يَكُنْ لَهُ كُفُوًا أَحَدٌ ۝٤﴾[25]